# Troxochrota scabra
Troxochrota scabra là một loài nhện trong họ Linyphiidae.
Loài này thuộc chi Troxochrota. Troxochrota scabra được Wladislaus Kulczynski miêu tả năm 1894.